# Röhrach (Heßdorf)
Röhrach ist ein Gemeindeteil der Gemeinde Heßdorf im Landkreis Erlangen-Höchstadt (Mittelfranken, Bayern). Röhrach liegt in der Gemarkung Hannberg.

## Geographie
Das Dorf befindet sich zwischen zwei Weiherplatten: Im Osten die Graben-, Neu-, Kastenweiher und der Kleine Bischofsweiher, die vom Forstgraben, einem linken Zufluss der Seebach, gespeist werden, im Westen die Röhracher Weiher, die vom Moorbach, ebenfalls einem linken Zufluss des Seebachs gespeist werden. Im Norden erhebt sich in einem kleinen Waldgebiet der Hummelberg, wo sich auch eine Sanddeponie befindet, im Südwesten erhebt sich in einem Waldgebiet der Eichelberg (306 m ü. NHN).
Die Kreisstraße ERH 26 führt die A 3 überquerend nach Hannberg zur Staatsstraße 2240 (1,6 km südwestlich) bzw. zur Staatsstraße 2259 (0,3 km östlich), die nach Röttenbach (2,6 km nördlich) bzw. nach Dechsendorf verläuft (2,3 km südöstlich).

## Geschichte
Der Ortsname leitet sich von einem gleichlautenden Flurnamen ab, der auf eine mit Schilfrohr bewachsene Gegend verweist.
Die Ministerialen von Gründlach waren ursprünglich im Ort Lehensträger. Deren Lehen ging 1315 an die Herren von Hohenlohe-Brauneck über, die es zwischen 1340 und 1364 als Oblei dem Bamberger Domkapitel stifteten. 1602 bestand der Ort nur aus einem Hof.
Gegen Ende des 18. Jahrhunderts gab es in Röhrach 3 Anwesen (1 Hof, 2 Halbhöfe). Das Hochgericht übte das bambergische Centamt Herzogenaurach aus. Die Dorf- und Gemeindeherrschaft sowie die Grundherrschaft über alle Anwesen hatte die Oblei Hannberg des Bamberger Domkapitels.
Im Rahmen des Gemeindeedikts wurde Röhrach dem 1811 gebildeten Steuerdistrikt Hannberg und der 1818 gegründeten Ruralgemeinde Hannberg zugeordnet.
Im Zuge der Gebietsreform in Bayern wurde Röhrach am 1. Juli 1972 in die Gemeinde Heßdorf eingegliedert.

### Baudenkmäler
- Bildstock
- Martersäule

### Einwohnerentwicklung
| Jahr      | 001818 | 001861 | 001871 | 001885 | 001900 | 001925 | 001950 | 001961 | 001970 | 001987 | 002023 |
| Einwohner | 27     | 25     | 32     | 47     | 39     | 42     | 66     | 63     | 75     | 116    | 124    |
| Häuser    | 5      |        |        | 8      | 7      | 8      | 9      | 10     |        | 29     |        |
| Quelle    | [ 9 ]  | [ 10 ] | [ 11 ] | [ 12 ] | [ 13 ] | [ 14 ] | [ 15 ] | [ 16 ] | [ 17 ] | [ 18 ] | [ 1 ]  |

## Religion
Der Ort ist römisch-katholisch geprägt und seit 1574 nach Geburt Mariens (Hannberg) gepfarrt. Die Einwohner evangelisch-lutherischer Konfession sind nach St. Kilian (Kairlindach) gepfarrt.